# Potsworth & Co.
Potsworth & Co. è una serie televisiva d'animazione del 1990 prodotta dalla Hanna-Barbera in associazione con la Sleepy Kids PLC, trasmessa negli Stati Uniti in syndication col titolo Midnight Patrol: Adventures in the Dream Zone dal 1º settembre al 24 novembre 1990 e nel Regno Unito l'anno successivo sulla BBC.
La serie ha come protagonista Potsworth, uno Springer spaniel inglese basato su un omonimo cane realmente esistito e acquistato alla Battersea Dogs Home da Martin Powell e Vivien Schrager-Powell. La coppia, sfiduciata dai programmi per bambini dell'epoca, nel 1987 iniziò a scrivere delle avventure che coinvolgevano Potsworth e quattro bambini: Carter, Keiko, Rosie e Nick; i Powell quindi proposero l'idea alla Hanna-Barbera e suggerirono un accordo per trasformare le storie in una serie televisiva.

## Premessa
La serie ha come protagonisti quattro bambini e Potsworth, un cane, che vivono nello stesso quartiere. Quando vanno a dormire la notte, arrivano nella Terra dei Sogni dove, col nome di Compagnia di Mezzanotte, vengono incaricati dal Grande Pisolo di proteggerlo da incubi e altre minacce. Il loro principale nemico è il Principe Incubo. Mentre sono nella Terra dei Sogni, i membri del gruppo acquisiscono poteri speciali.

## Personaggi

### Compagnia di Mezzanotte
- Potsworth – Un sarcastico Springer Spaniel inglese di 10 anni che acquisisce la capacità di parlare quando entra nella Terra dei Sogni. È doppiato in inglese da Clive Revill (con un accento britannico) e in italiano da Gianni Giuliano.
- Carter – Il padroncino di Potsworth, un ragazzino afroamericano di 10 anni che è un esperto artista. Nella Terra dei Sogni ha un pennello magico che può dare vita a ciò che disegna. È doppiato in inglese da George Lemore e in italiano da Corrado Conforti.
- Keiko – Una ragazzina asioamericana di 9 anni che nella Terra dei Sogni usa uno skateboard volante. È energica e molto ottimista, e ama essere vista come la leader del gruppo. È doppiata in inglese da Janice Kawaye e in italiano da Monica Vulcano.
- Rosie – Una scortese e fastidiosa bambina di 8 anni che rende la vita difficile al gruppo, benché sia d'aiuto in situazioni pericolose. Chiama suo fratello Nick con il suo nome completo "Nicholas" ogni volta che lo sgrida. È l'unica nella compagnia a non avere un'abilità speciale nella Terra dei Sogni. È doppiata in inglese da Elisabeth Harnois e in italiano da Federica De Bortoli.
- Nick – Il fratello di 6 anni di Rosie, che nella Terra dei Sogni è un supereroe volante e viene talvolta chiamato "Super Nick". Una volta, poi, acquisisce una forza straordinaria per un certo tempo. È mancino e adora i fumetti, che a volte sua sorella chiama sciocchi. È doppiato in inglese da Whit Hertford e in italiano da Paolo Vivio.
  - Murphy – Il brontosauro giocattolo di Nick che prende vita quando entra nella Terra dei Sogni. È doppiato in inglese da Frank Welker.

### Abitanti della Terra dei Sogni
- Grande Pisolo (Grand Dozer) – Re della Terra dei Sogni, trascorre il suo tempo mezzo addormentato su una pila di materassi. Non si sveglia mai del tutto, perché se ciò accadesse la Terra dei Sogni sparirebbe. I suoi consigli sono sempre sotto forma di enigmi che possono essere un po' frustranti. È doppiato in inglese da Hamilton Camp e in italiano da Carlo Reali.
- Capo (Chief) – Una donna possente ma amichevole che dirige la polizia locale e assegna alla Compagnia di Mezzanotte le sue missioni. È doppiata in inglese da Judyann Elder e in italiano da Graziella Polesinanti.
- Sebastian – Il maggiordomo del Grande Pisolo, sempre ansioso che il suo re sia al sicuro e addormentato. Una gag ricorrente della serie è che, ogni volta che Sebastian afferma che il Grande Pisolo è in un certo stato d'animo, egli viene mostrato mentre dorme, spingendo Sebastian a dichiarare che il re sarebbe di quell'umore se fosse sveglio. È doppiato in inglese da Michael Bell e in italiano da Renato Montanari.
- Gigante di Pietra (Greystone Giant) – Un gigante fatto di roccia che vive in una grotta piena di vari oggetti che fornisce per i sogni delle persone. Essendoci molti sognatori, è sempre al lavoro e non smette mai di lamentarsi, anche se in fondo ama il suo lavoro. È doppiato in inglese da Kenneth Mars e in italiano da Massimo Milazzo.

### Antagonisti
- Principe Incubo (Nightmare Prince) – Antagonista principale della serie, è sempre alla ricerca di modi per interrompere il sonno del Grande Pisolo o consentire agli incubi di prendere il posto dei sogni, sebbene sia così incompetente e pasticcione che i suoi piani falliscono sempre. È servito da tre tirapiedi a forma di patata di nome Igor, Irving e Shorty. È doppiato in inglese da Rob Paulsen e in italiano da Gastone Pescucci.
- Madre del Principe Incubo – Non si vede mai, ma telefona sempre a suo figlio per spronarlo e rimproverarlo quando le cose vanno male. Il fatto che il Principe abbia un telefono di vecchio modello di grandi dimensioni (al contrario di un telefono cellulare) letteralmente nella manica significa che lei lo chiama quasi sempre. Le sue urla sono pressoché indecifrabili allo spettatore, come accade con il generale di Dastardly e Muttley e le macchine volanti. È doppiata in inglese da Joan Gerber.

## Episodi
| Nº | Titolo originale           | Titolo italiano         | Prima TV USA      |
| -- | -------------------------- | ----------------------- | ----------------- |
| 1  | Night of the BedBugs       | La notte delle cimici   | 1º settembre 1990 |
| 2  | The Dozer Walks Among Us   | Il sonnambulo reale     | 8 settembre 1990  |
| 3  | King Potsworth             | Re Potsworth            | 15 settembre 1990 |
| 4  | The Nightmirror            | Lo specchio incubo      | 22 settembre 1990 |
| 5  | When Bubba Rules           | Bubba il cattivone      | 29 settembre 1990 |
| 6  | Nick's Super Switch        | Supernick               | 6 ottobre 1990    |
| 7  | Dozer Quest                | Grande Pisolo non dorme | 13 ottobre 1990   |
| 8  | Rosie's Extra Sweet Day    | Dolce è la notte        | 20 ottobre 1990   |
| 9  | I Was a Teenage Babysitter | Un incubo di panna      | 27 ottobre 1990   |
| 10 | The Wishing Whale          | Desideri indesiderabili | 3 novembre 1990   |
| 11 | Santa-Napped               | Natale a rischio        | 10 novembre 1990  |
| 12 | Save the Cave              | Vacanza forzata         | 17 novembre 1990  |
| 13 | Rosie's Fuss Attack        | La brontolite acuta     | 24 novembre 1990  |

## Adattamenti
Nel 1992 uscì il videogioco ufficiale Potsworth & Co., per diversi home computer.